# پوپوفکا (باشقیرستان)
پوپوفکا (انگلیسی: Popovka, Republic of Bashkortostan) یک شهرک در شهرستان بیرسکی باشقیرستان کشور روسیه است.